# Шинкаренко, Владимир Евдокимович
Владимир Евдокимович Шинкаренко (10 августа 1925, Кондратовка, Курская губерния — 10 февраля 1984, Пермь) — автоматчик роты автоматчиков 272-го гвардейского стрелкового полка гвардии красноармеец — на момент представления к награждению орденом Славы I степени.

## Биография
Родился 10 августа 1925 года в селе Кондратовка (ныне — Беловского района Курской области). Окончил 6 классов. В начале Великой Отечественной войны остался на оккупированной территории.
В марте 1943 года, после освобождения территории Курской области, был призван в Красную Армию. С апреля того же года на фронте. Стал бойцом истребительного противотанкового батальона, бронебойщиком. На Курской дуге получил боевое крещение, в первом же бою сумел подбить два «тигра». Но и сам был ранен и отправлен в госпиталь. Вернувшись через несколько месяцев на фронт, был направлен в 90-ю гвардейскую стрелковую дивизию, в составе которой прошел до конца войны.
13 декабря 1943 года в бою у деревни Щетники стрелок 5-го отдельного лыжного батальона гвардии красноармеец Шинкаренко в числе первых ворвался в траншею и уничтожил пулемёт с расчётом. 17 декабря в боях за селение Бычиха, отбивая контратакующего противника, ликвидировал около 10 противников. 27 декабря у деревни Елдаши сразил вражеского офицера.
Приказом от 30 января 1944 года гвардии красноармеец Шинкаренко награждён орденом Славы III степени.
22 июня 1944 года автоматчик роты автоматчиков 272-го гвардейского стрелкового полка гвардии красноармеец Шинкаренко ворвался в населённый пункт Плигавка и из автомата сразил 4 противников. Был ранен, но поля боя не покинул. В ночь на 28 июня при отражении контратаки в районе деревни Ферма, удерживая занимаемую позицию, уничтожил 7 вражеских солдат.
Приказом от 31 июля 1944 года гвардии красноармеец Шинкаренко награждён орденом Славы II степени.
24 сентября 1944 года при прорыве обороны противника у деревни Русини (15 км южнее г. Огре, Латвия) гвардии красноармеец Шинкаренко с бойцами зашёл во вражеский тыл и внезапным огнём помог овладеть населённым пунктом. В дальнейшем бы переведён в разведку.
Указом Президиума Верховного Совета СССР от 24 марта 1945 года за исключительное мужество, отвагу и бесстрашие в боях с вражескими захватчиками гвардии красноармеец Шинкаренко Владимир Евдокимович награждён орденом Славы I степени. Стал полным кавалером ордена Славы.
Войну гвардии сержант Шинкаренко закончил помощником командира взвода пешей разведки 272-го гвардейского стрелкового полка. После победы ещё несколько лет продолжал службу в частях Уральского военного округа. В 1952 году старшина Шинкаренко уволен в запас.
Жил в городе Пермь. Работал наладчиком на моторостроительном заводе им. Я. М. Свердлова. Скончался 10 февраля 1984 года. Похоронен на Южном кладбище города Пермь.

## Награды
- Приказом от 30 января 1944 года: Орден Славы I степени

- Приказом от 31 июля 1944 года: Орден славы II степени
- Указом Президиума Верховного Совета СССР от 24 марта 1945 года: Орден Славы III степени[2]
- Медали